# Jeff Jones
Jeff Jones (Chicago, 20 settembre 1953) è un bassista canadese, conosciuto per essere stato uno dei membri fondatori del gruppo rock di Toronto Rush e per aver suonato nei Red Rider.
Nella prima incarnazione dei Rush ha svolto il ruolo di cantante e bassista dall'estate del 1968 assieme ad Alex Lifeson e John Rutsey. Fu sostituito da Geddy Lee nel settembre dello stesso anno.  
Sul finire degli anni settanta Jones è stato il cantante e bassista degli Stingaree, una band di Toronto, con Brian MacLeod, Bernie LaBarge, Doug Layton e Larry Lamel (successivamente sostituito da Don Harris). La band ha avuto un grosso seguito nell'Ontario. Jones ha inoltre suonato il basso nella canzone del 1981 Dream Away di Bernie LaBarge.